# Cosette (Autor)
Cosette (* unbekannt) ist ein Schriftsteller-Pseudonym. Die unter diesem Pseudonym veröffentlichten Werke sind im Genre BDSM-Erotik angesiedelt; es handelt sich um Romane und Sammlungen von Kurzgeschichten. Klarname und persönliche Details der dahinterstehenden Person wurden bislang öffentlich nicht preisgegeben; der Verlag beschreibt sie als „junge Autorin“, die das Pseudonym zunächst als „Schutzmantel“ gewählt habe und mittlerweile der Meinung sei, Angaben zu ihrer Person würden „von dem ablenken, was mir wichtig ist: meine Geschichten!“

## Werke
- Devot. Ubooks Verlag 2005, ISBN 3-86608-022-0. (Kurzgeschichten)
- Sklavin in Gefahr. Ubooks Verlag 2006, ISBN 3-86608-048-4. (Roman)
- Lust. Ubooks Verlag 2007, ISBN 3-86608-063-8. (Novellen)
- Demütig. Ubooks Verlag 2008, ISBN 3-86608-064-6. (Kurzgeschichten)
- Gift für die Sklavin. Ubooks Verlag 2008, ISBN 978-3-86608-093-5. (Roman)
- Unartig. Ubooks Verlag 2009, ISBN 978-3-86608-109-3 (Kurzgeschichten)
- Gefügig., Heyne Verlag, ISBN 978-345354-530-4 (Lizenzausgabe, Best-of)
- Handzahm. Ubooks Verlag 2009, ISBN 978-3-86608-129-1 (Kurzgeschichten)
- Sklavenherz. Ubooks Verlag 2010, ISBN 978-3-86608-139-0 (Kurzgeschichten)
- Unartig. CD, G-Books Verlag, 2010, ISBN 978-3942336-00-0 (Hörbuch)
- Gehorsam. Heyne, München 2012, ISBN 978-3-453-54554-0 (Taschenbuch)